# Markovce
Markovce (in ungherese Márk) è un comune della Slovacchia facente parte del distretto di Michalovce, nella regione di Košice.